# Dodge Polara
Dodge Polara (Додж Полара) – модель автомобіля, яка, в розмаїтих формах, виготовлялась маркою Dodge корпорації Chrysler з 1960 по 1973 рік, коли її позицію в лінійці замінили на Dodge Monaco. Назва Polara є відсиланням до Полярної зірки; в маркетинговій спробі апелюючи до захоплення Космічними Перегонами початку 1960-х.
Модель була представлена в Сполучених Штатах Америки 1960 модельного року як топ-модель лінійки великих легкових автомобілів Dodge; після дебюту Dodge Custom 880 у 1962 році, модель Polara позначала на крок нижчу від найкращої обробленої моделі Dodge великого розміру; Polara того року була зменшена до статусу проміжного (середнього) розміру. На ринку Polara була конкурентом Ford Galaxie 500 та Chevrolet Impala.

## 1960–1961

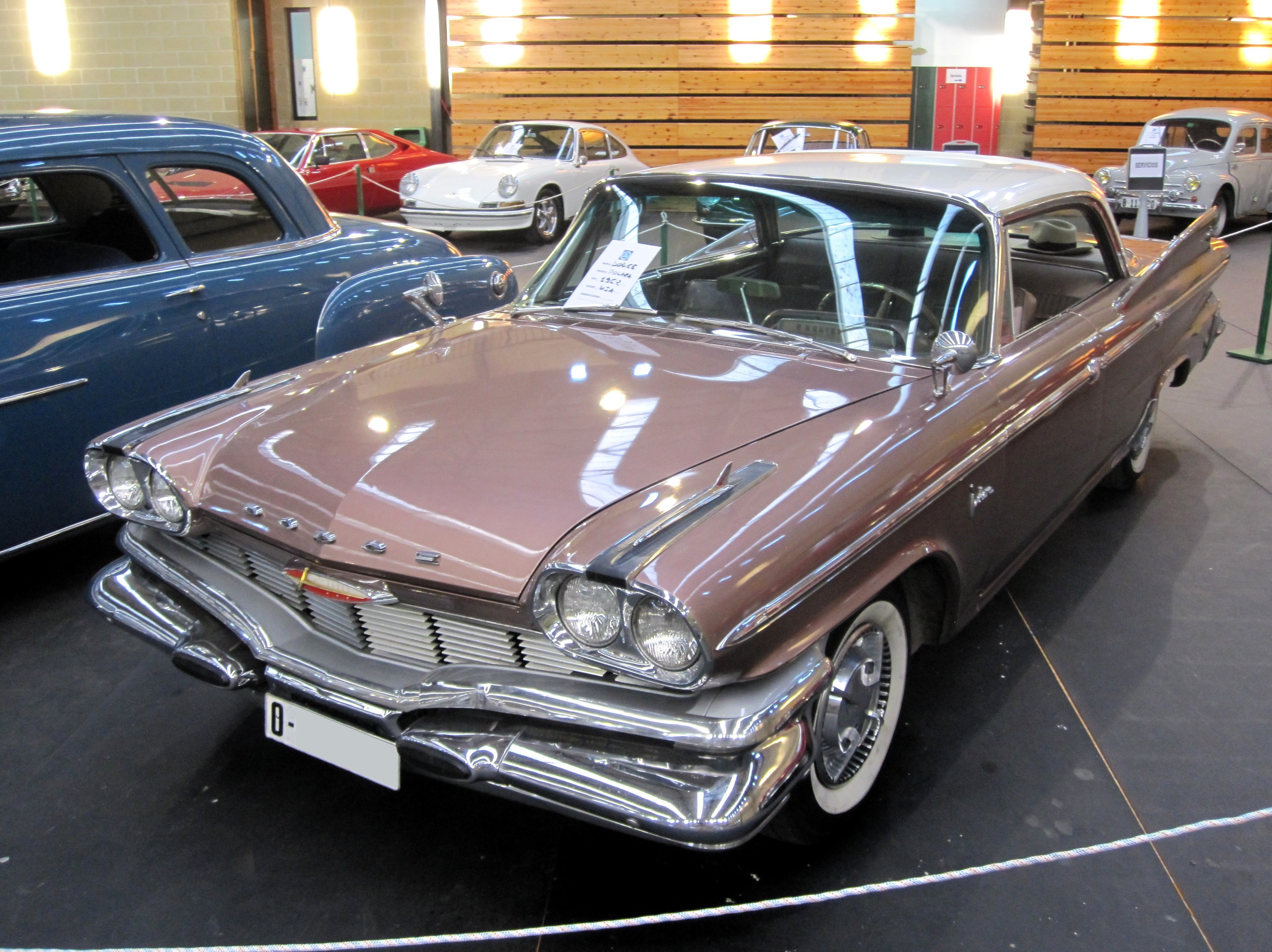
Модель 1960 року

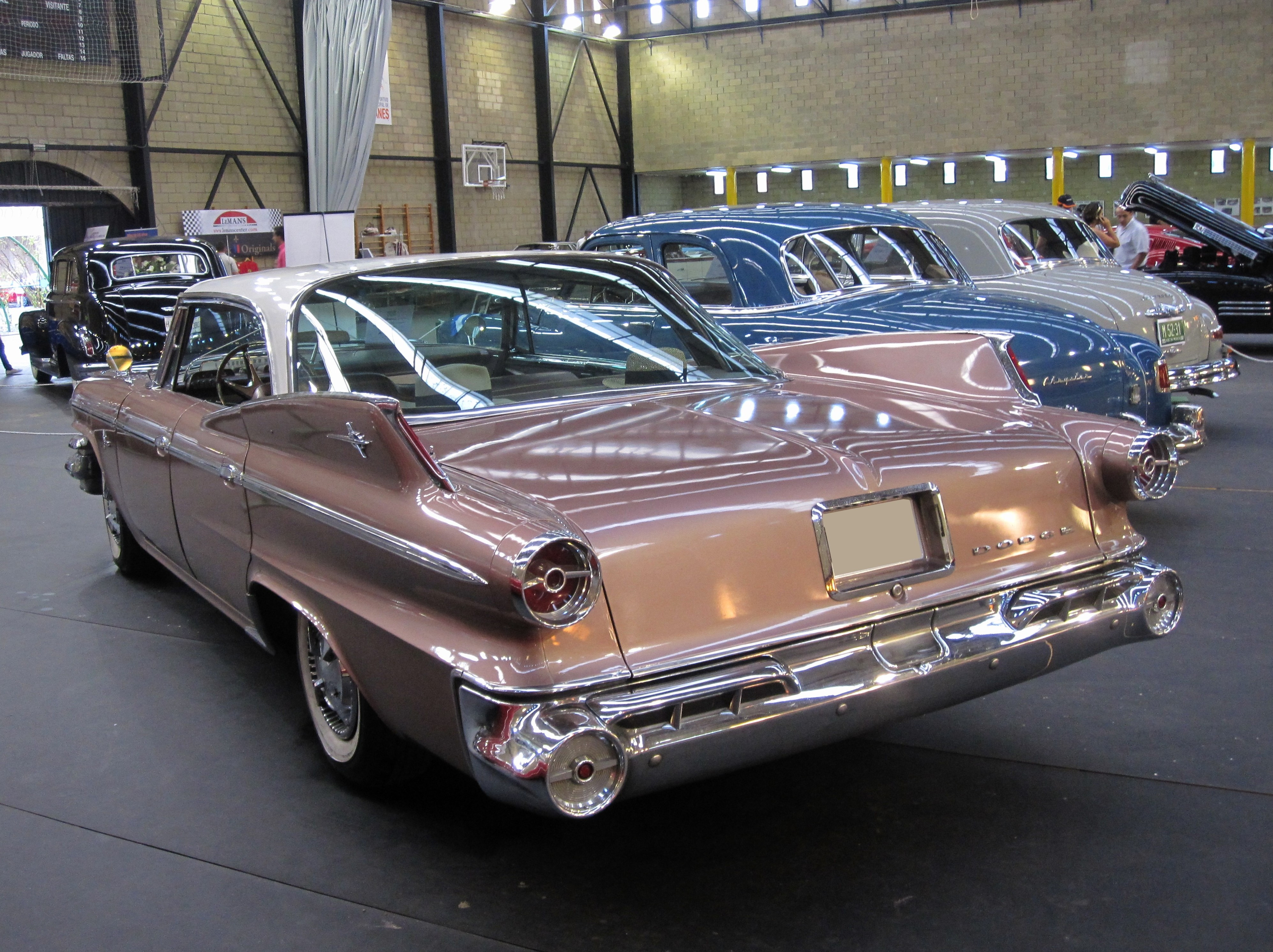

Polara та інші великі легкові моделі Dodge 1960 року мали стилістичні риси, які передались від моделей 1959 року, являючи собою еволюцію автомобільного стилю "Forward Look" Вірджила Екснера, представленого в 1957 році. Топ-моделі Polara і Dodge Matador мали 122-дюймову (3,099 мм) колісну базу своїх попередників, тоді як нова лінійка досі великих Dodge Dart мала коротшу 118-дюймову (2,997 мм). Polara був доступний в кузові 2-дверний кабріолет, 2-дверне хардтоп-купе, 4-дверний хардтоп-седан, 4-дверний хардтоп-універсал, і традиційний 4-дверний седан.
Як і попередні моделі, обидва великі легкові Dodge 1960 року продовжували мати стилістичні риси вмонтованих вертикально задніх ліхтарів у вигляді «реактивних сопел», однак розмір ліхтарів був значно збільшеним, в порівнянні з тими, що були роком раніше, а нижні ліхтарі були вмонтовані у задній бампер. Дизайн також включав характерні скорочені задні плавники Dodge, які на Polara мали малі вертикальні габаритні ліхтарики, розмішені на вертикальній ділянці плавника ззаду; і знову, ціллю скороченого плавника було намагання збільшити довжину «реактивних сопел», які містили задні ліхтарі.
Плавники на моделях Dart були коротші і в довжині, і у висоті, тому що, на відміну від великих моделей Polara і Matador, Dart були на платформі моделей марки Plymouth і використовували більшість кузовних елементів і задню панель цих автомобілів. Задня панель Plymouth не мала жодної частини плавників, де у великих Dodge вони починались на задніх дверях (на 4-дверних) і продовжувались далі. Це дало плавнику швидше починатись, на дверях, і швидше закінчуватись, відносно кінчика круглого заднього ліхтаря, а також бути все ще стільки довшим на Dart. Чистий ефект полягав у тому, що плавники на Dart виглядали низькими, де на Polara і Matador плавники були в належній пропорції до решти частини автомобіля. Вгорі спереду, автомобіль мав маленьку решітку, яка складалась з восьми рядів анодованих алюмінієвих прямокутників, поміщених у масивне хромоване обрамлення переднього бампера. Як топ-модель лінійки, Polara мала кращу оббивку салону і елементи оздоблення. Polara також отримала більше декору ззовні, більш помітний на відбійнику над задніми колісними арками, хромований спис по всій довжині кузова і широку хромовану основу для списа над передніми фарами.
1960 був першим роком, в якому всі моделі Chrysler, окрім Imperial, використовували кузови цільної конструкції.

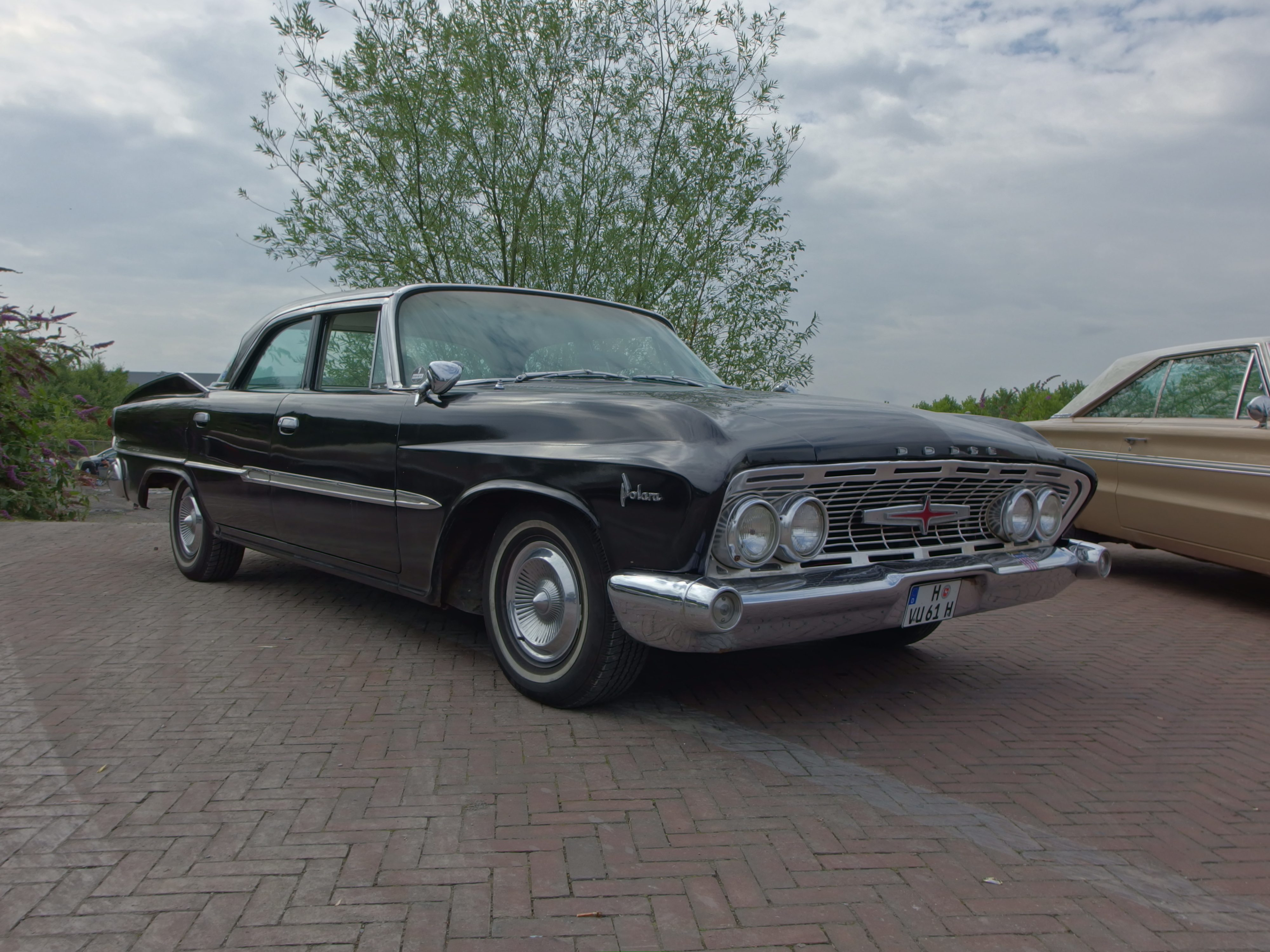
Модель 1961 року

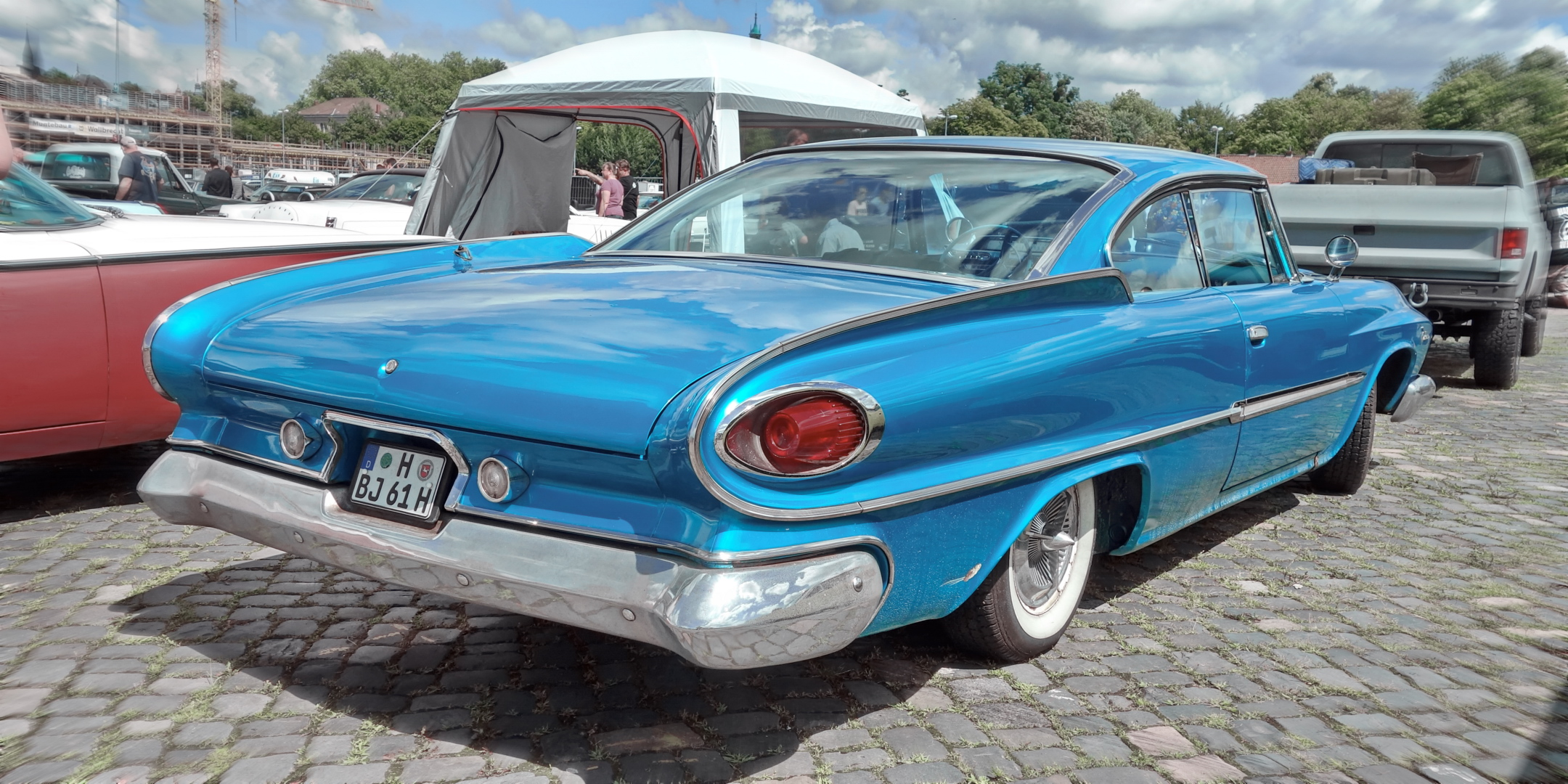

В 1961 році Dodge відкинув назву Matador, залишивши Polara єдиною «старшою» моделлю. Dart на коротшій колісній базі залишився. У 1961 році відділ стилю Екснера розвернули задні плавники, зробивши їх вищими в напрямку заднього скла. Так як плавники знижувались в сторону задньої частини автомобіля, вони заходили злегка в середину сторони (щоб дати місце для отвору на задній ліхтар на кожній стороні) задньої панелі автомобіля, таким чином охоплюючи знизу, а далі назад вздовж боку крила, утворюючи лінію у формі літери C, виділеною хромом. Загальний ефект надавав заду автомобіля «насупленого» вигляду з кутів створеного дизайну. Спереду, фірмовий масивний бампер Dodge з 1957 року був замінений на простий брус, над яким була масивна увігнута решітка радіатора, як і на Dodge Dart.
Зміна стилю лінійки Dodge 1961 року була іншою від будь-якої іншої на ринку США на той час (зберігши Plymouth 1961 року, який був так само унікальним у своєму стилі) і споживачі голосували за рестайл 1961 року своїми гаманцями. Продажі великих легкових Dodge знизились до найнижчих показників від часу заснування фірми у 1914 році, з виготовленими лише 14,032 екземплярами у Сполучених Штатах. Стосовно другого року, марку витягнув Dart, який побачив продажі 142,000 екземплярів за рік. Загальні продажі Dodge в 1961 році знизились на 53% в порівнянні з 1960, відкинувши марку з шостого на дев’яте місце на ринку Америки.

## 1962–1964

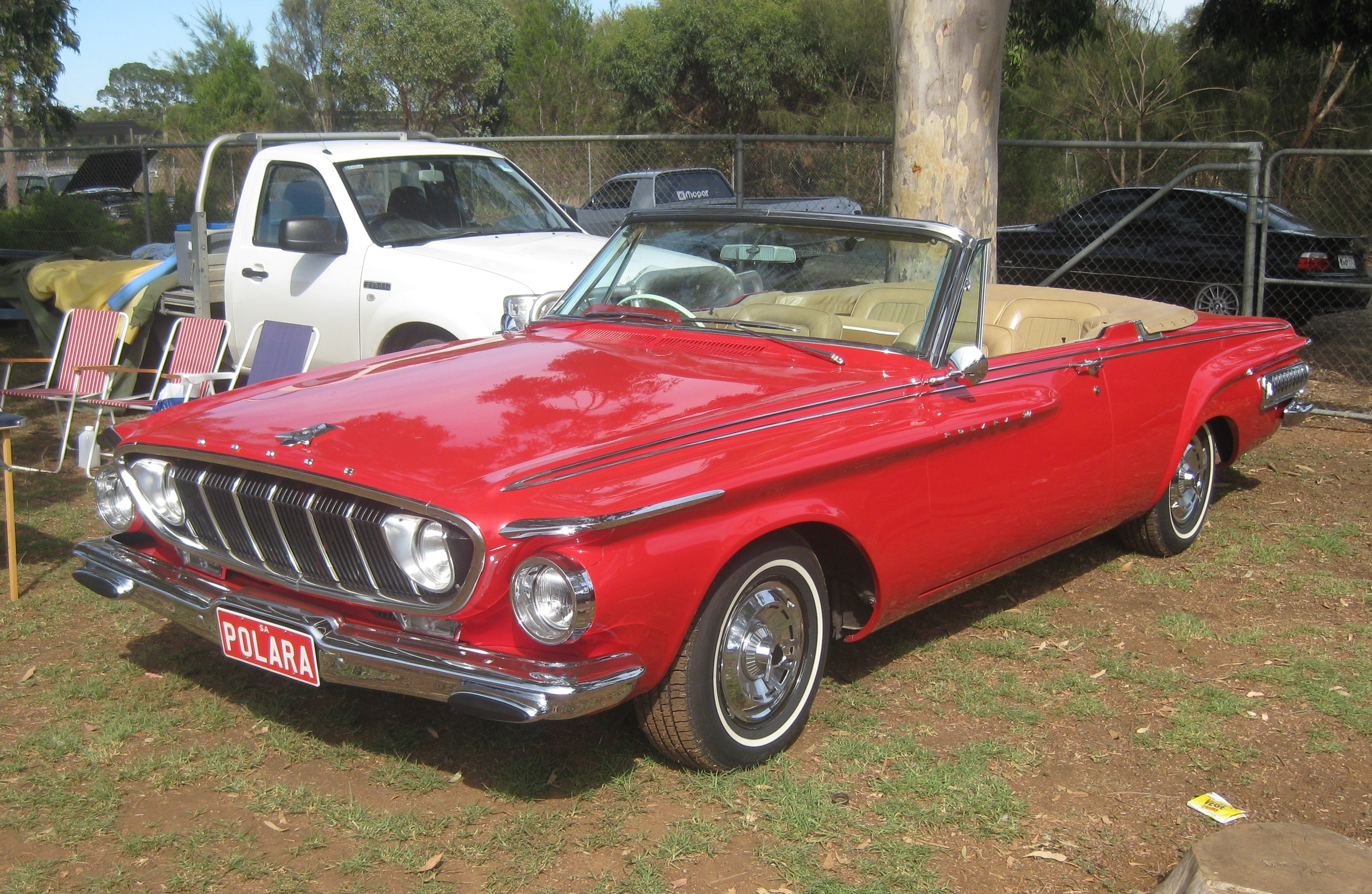
Модель 1962 року

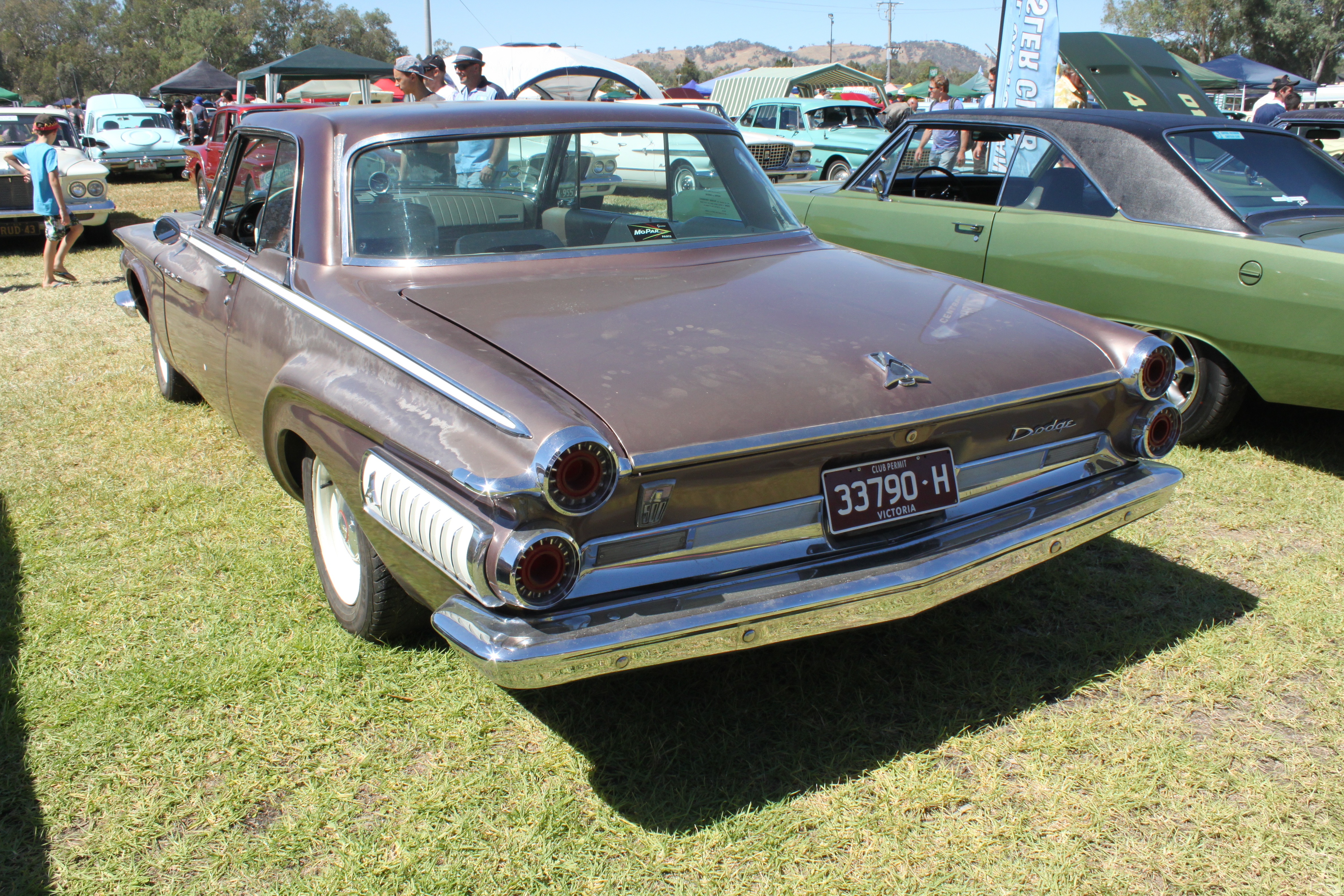

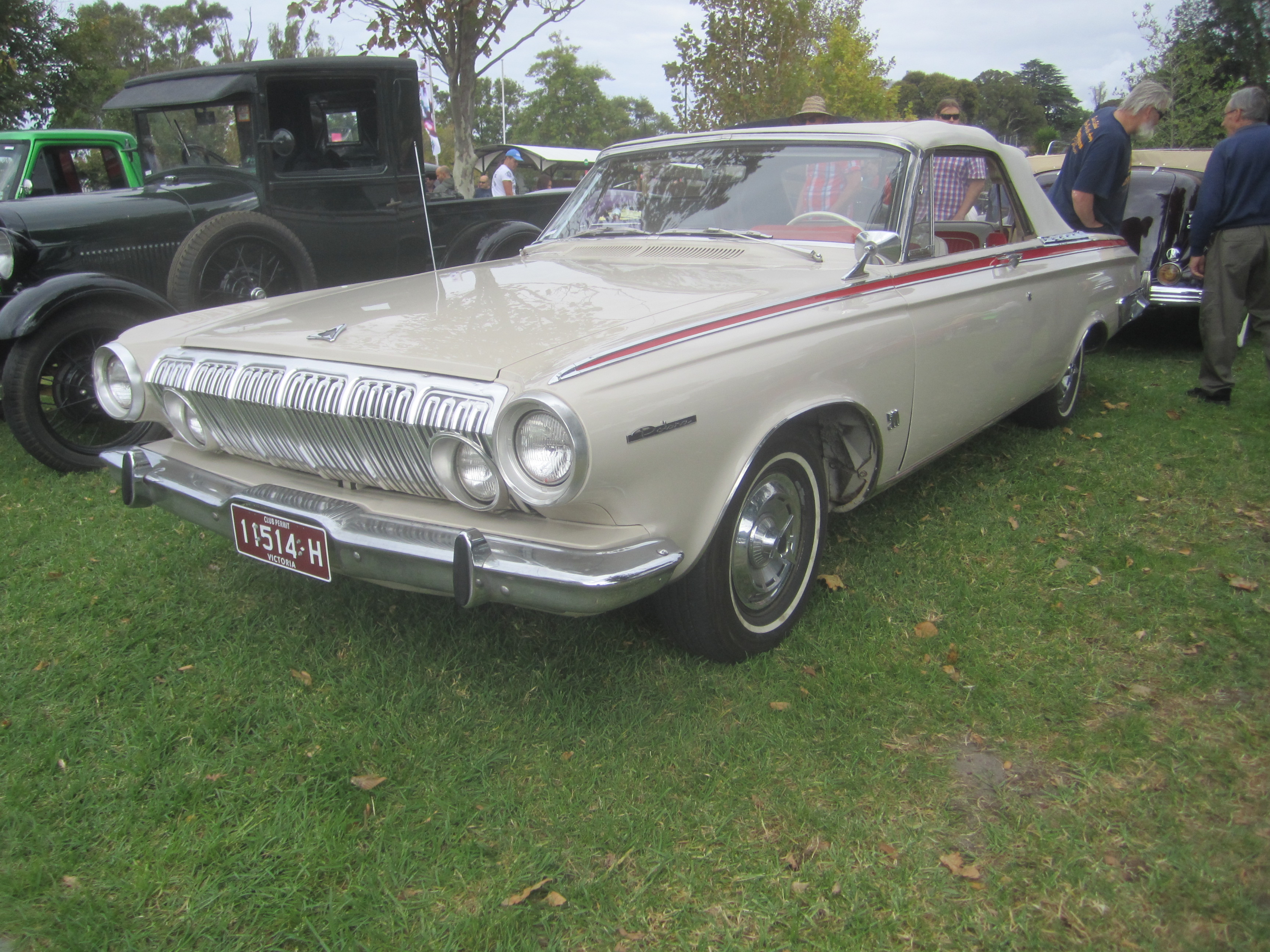
Модель 1963 року

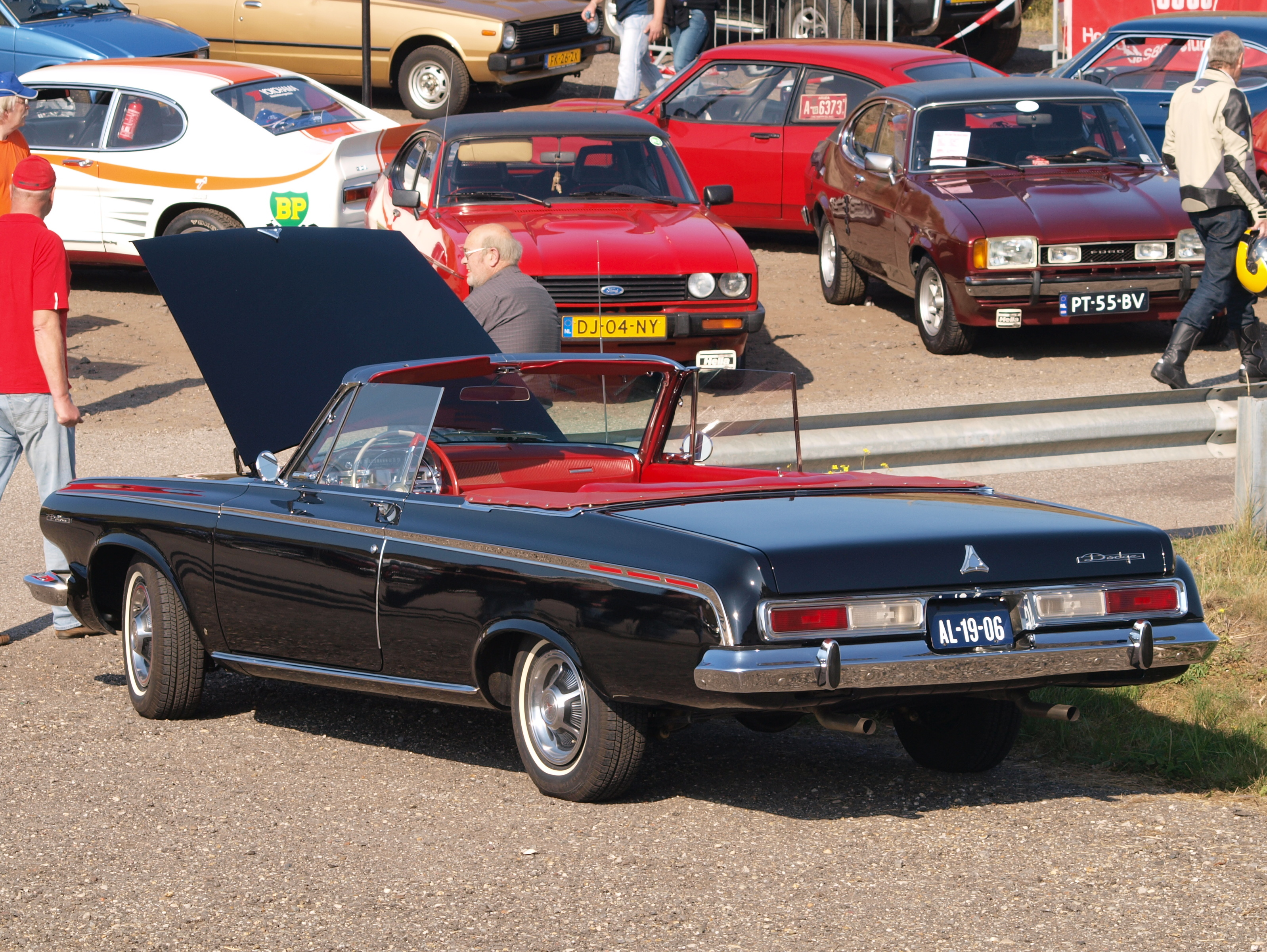

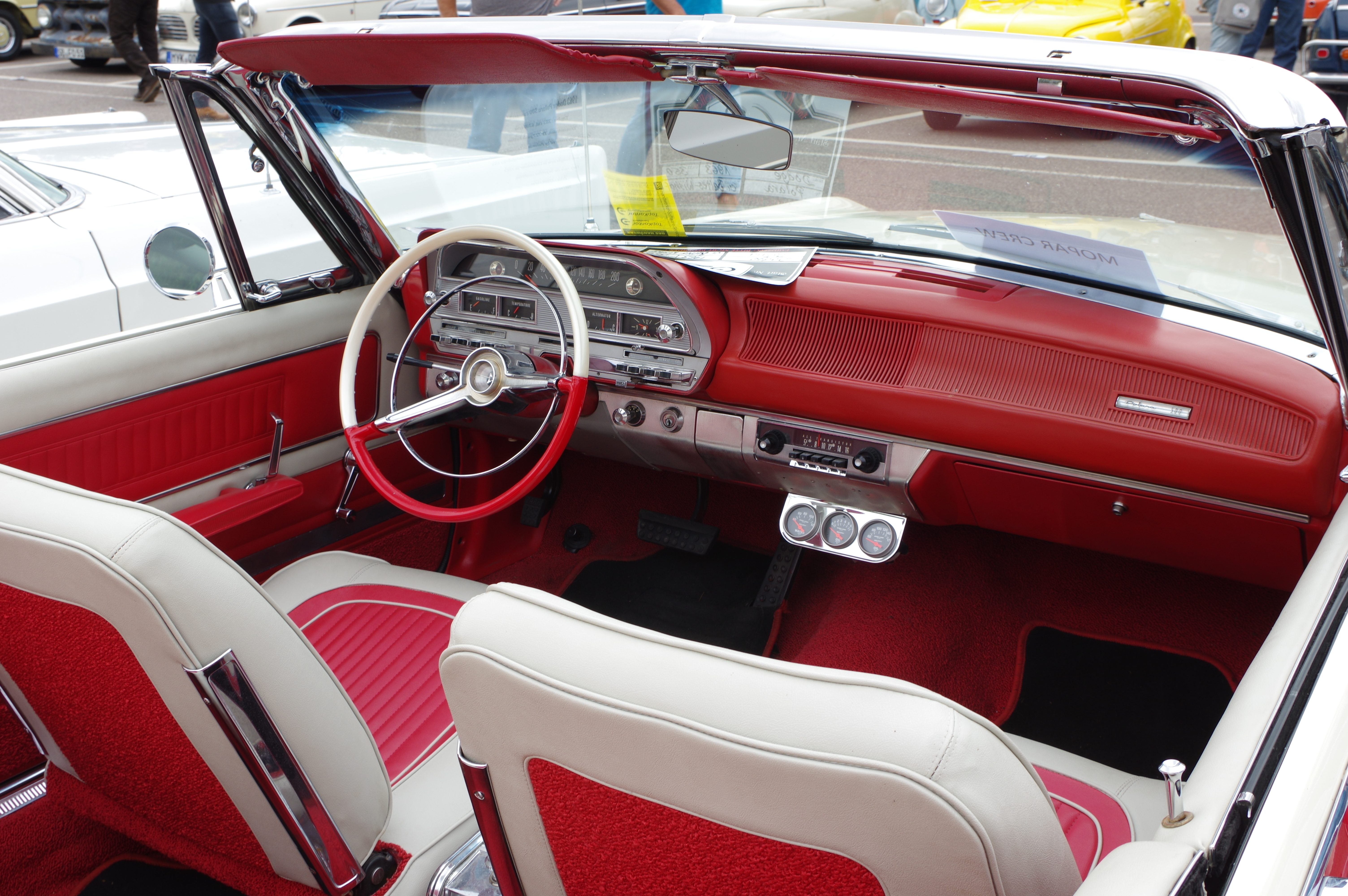
Інтер`єр моделі 1963 року

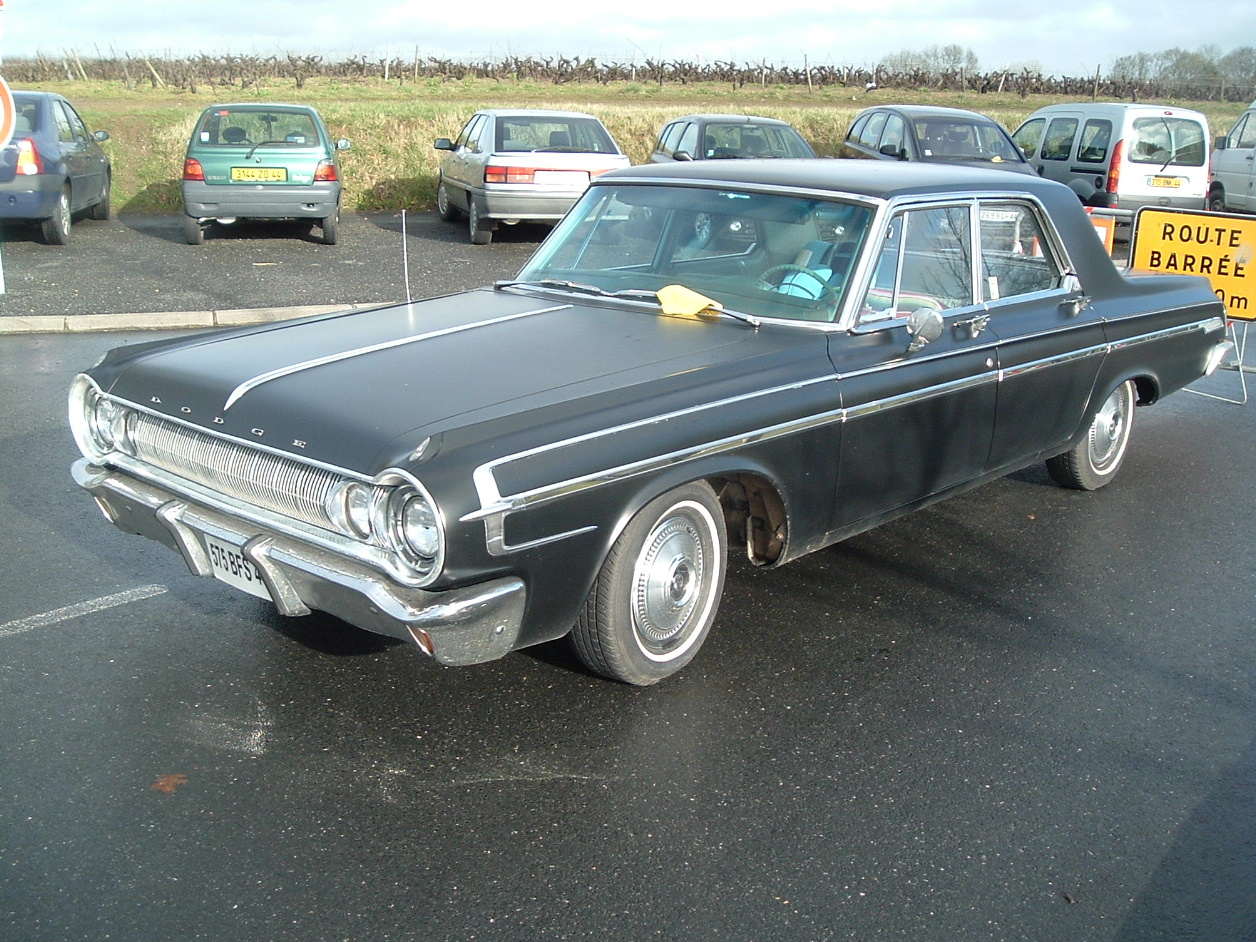
Модель 1964 року

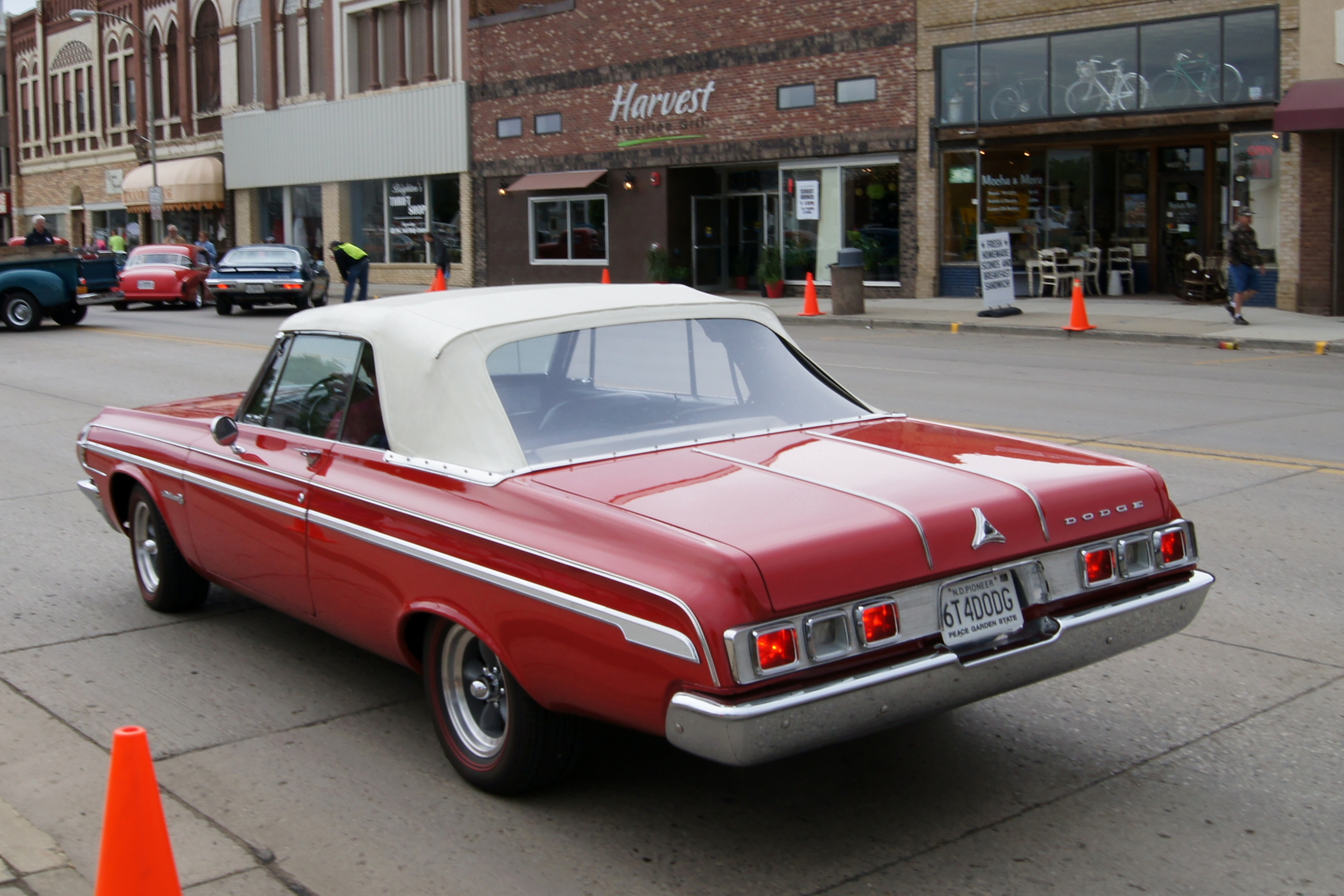

В 1962 році всім моделям Dodge був даний менший, легший кузов, ліплений на 116-дюймовій (2,946 мм) колісній базі. Це була перша платформа B від Chrysler. Цей рух прийшов після того, як президент корпорації Chrysler переслухав і не зрозумів голову Chevrolet Еда Коула, який сказав, що найбільші автомобілі Chevrolet будуть зменшені на 1962 модельний рік. Дизайнери Chrysler були змушені взяти заплановану лінійку великих Dodge 1962 року і зменшити дизайн, щоб вмонтувати більш компактну колісну базу в зусиллі за останню хвилину для боротьби з тим, що мало б бути новим меншим Chevrolet. Однак, Chevrolet справді пропонував гаму дійсно великих автомобілів у 1962 році, і Dodge разом з Plymouth пропонували менші автомобілі для покупців, а автомобільна преса їх визнала стилістично незграбними. Нові моделі Dodge в розмірах були ближчими до нової середньої моделі Ford Fairlane, аніж до великих моделей Ford чи GM.
Швидко усвідомивши зроблену критичну помилку, Dodge поспіхом склав докупи нову модель великого розміру, використавши передню частину від Dodge Polara 1961 і кузов Chrysler Newport 1962 року. Ця нова велика легкова модель була відома як Custom 880, і стала топ-моделлю Dodge, коли її представили 21 січня 1962 року. В 1963 році пропонувалась дешевша версія, яка називалась просто Dodge 880. Кондиціонер був опцією на модель за $455.
Серед моделей Dodge 1962 року платформи B була спортивна модель з роздільними сидіннями під назвою Polara 500. Вона була доступна в кузовах 2-дверний хардтоп і кабріолет, та, доданий в грудні, 4-дверний хардтоп. В стандартне обладнання входили 305-сильний 361-куб. дюймовий V8 з 4-камерним карбюратором і подвійним вихлопом. Нижче Polara 500 в порядку спадання були розміщені Dart 440 і Dart 330. В 1962 році не було жодної моделі, яка носила просто назву "Polara". Ці моделі продавались в Канаді як Dodge 440 і Dodge 330, а також базова модель Dodge 220, яка пропонувалась лише там.
Моделі Dodge були доступні з опційними двигунами V8 об’ємом 413 куб. дюймів (6,8 л). Ці моделі Dodge середнього розміру (та подібні моделі від Plymouth) успішно конкурували на перегонах NASCAR як стокові автомобілі, і в стокових класах дрег-перегонів, де їхній менший розмір і легша вага давали їм перевагу над більшими машинами від Ford та General Motors.
Базовий кузов моделі 1962 року випускався аж по 1964 включно, будучи зміненим і подовженим новим віце-головою Chrysler з питань стилю Елвудом Енджелом. Внаслідок, гама Polara виросла, щоб включити 4-дверний седан. В 1963 і 1964 рр. Polara 500 була доступна лише в кузові кабріолет чи хардтоп-купе.
В 1963 модельному році, колісна база була збільшена до 119 дюймів (3,023 мм) і автомобіль отримав новий кузов. Назва Dart була переміщена до лінійки компактних автомобілів Dodge, яка раніше була відома як Dodge Lancer. Нижче моделі Polara стояли звичайні 440 і 330. Моделі 1964 року отримали видозмінену передню частину і нові задні ліхтарі, щоб відрізнятись від автомобілів 1963 року. Задня частина була подібною до тої, що в Chevrolet Impala: моделі Polara тепер мали шість малих квадратних задніх ліхтарів (по три на кожній стороні), обрамлені в яскраву контрастну панель. Моделі Dodge середнього розміру мали лише чотири задні ліхтарі (по два на бік) і без яскравої панелі ззаду. Повністю нова задня опора хардтоп-купе, у поєднанні з більш привабливими передньою і задньою панелями, надала повністю новий вигляд авто 1964 року (і довший/нижчий/ширший також), і, як результат, значний зріст в продажах від 1963 року.
Polara 500 далі вважалась спортивною моделлю Dodge середнього розміру, конкуруючи з Ford Galaxie 500/XL і Chevrolet Impala Super Sport великих розмірів, маючи смуги з анодованого алюмінію по бокам кузова, направлених в сторону двигуна, роздільні сидіння і відбірну вінілову оббивку.

## 1965–1968

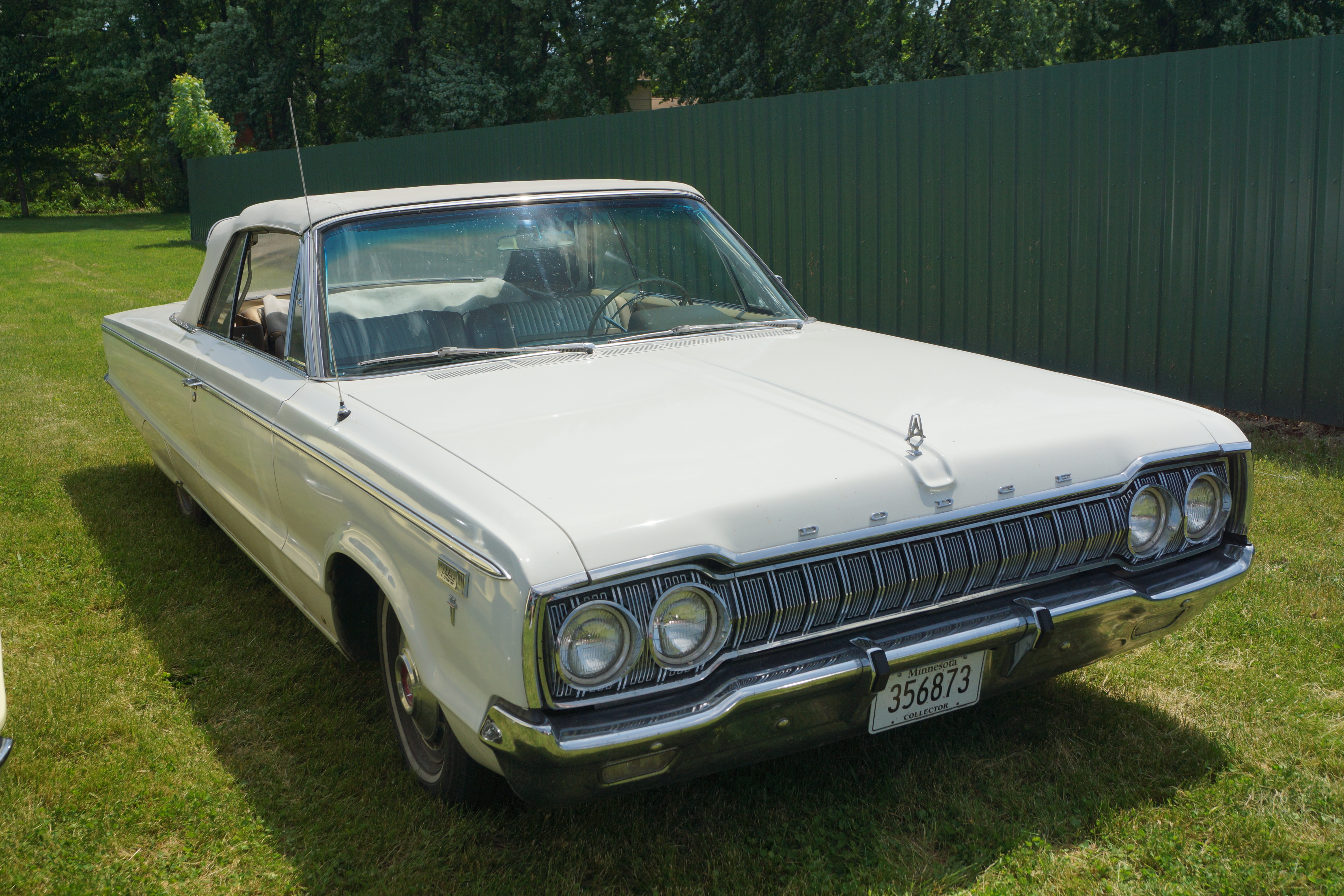
Модель 1965 року

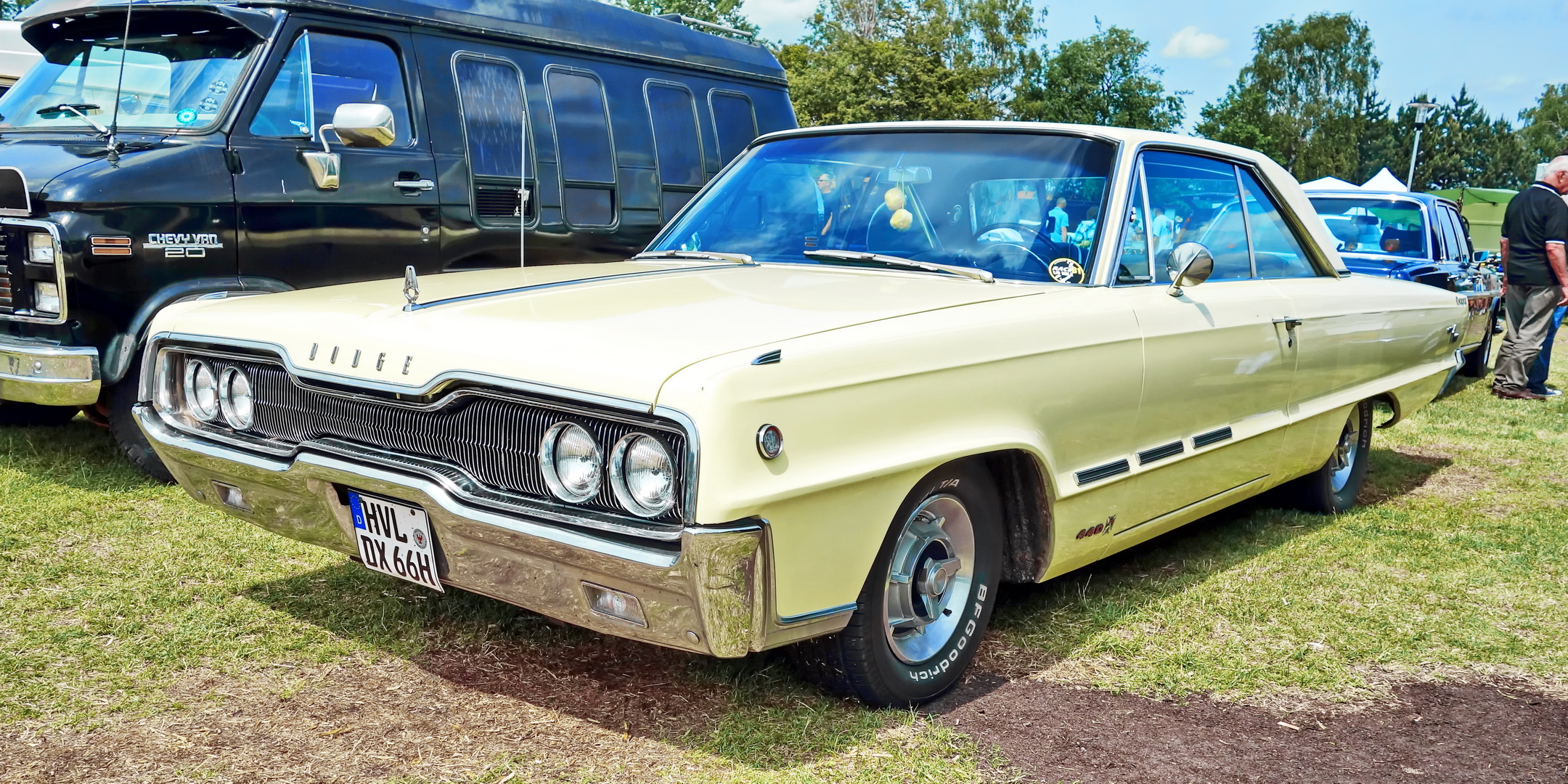
Модель 1966 року

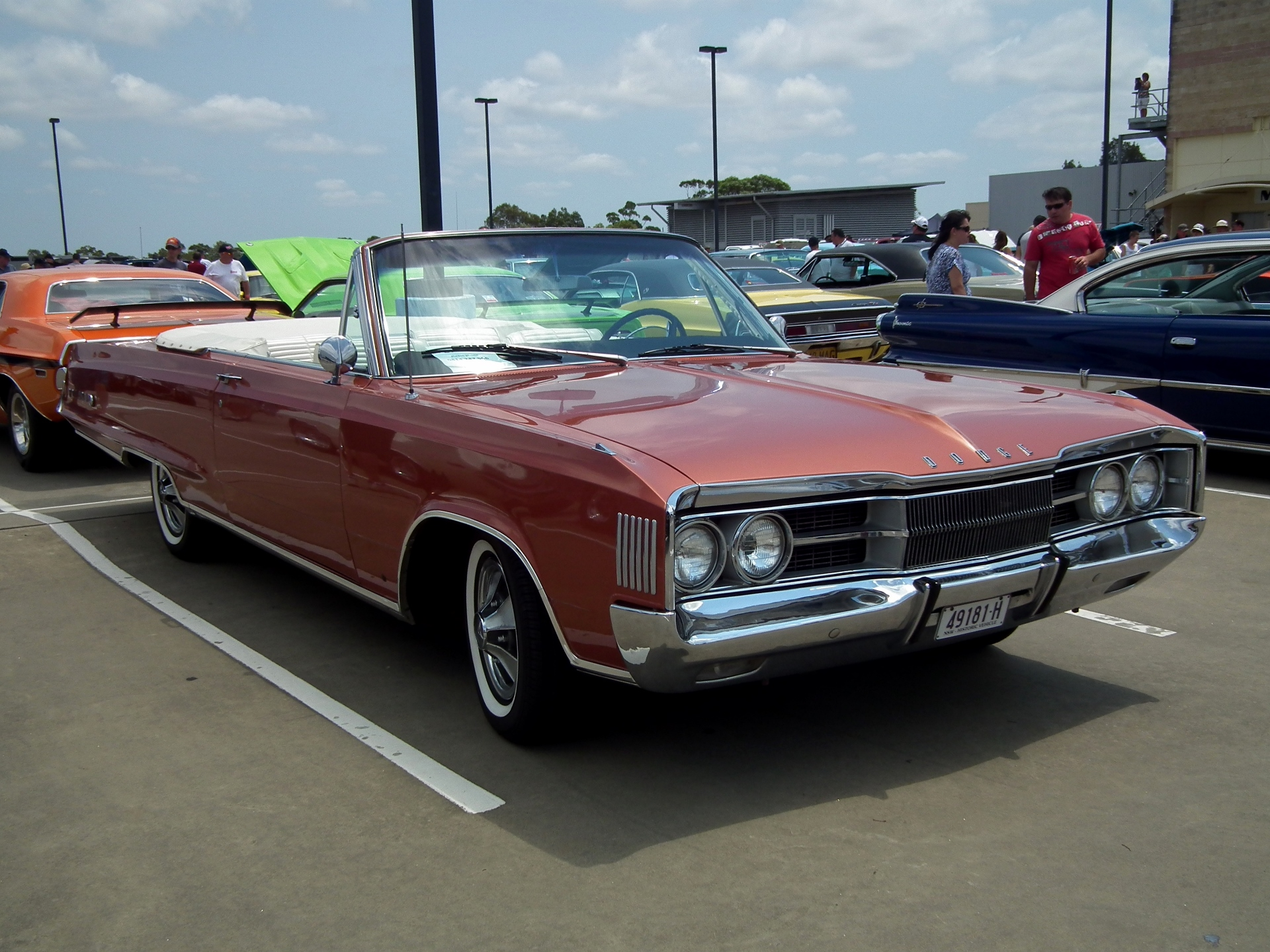
Модель 1967 року

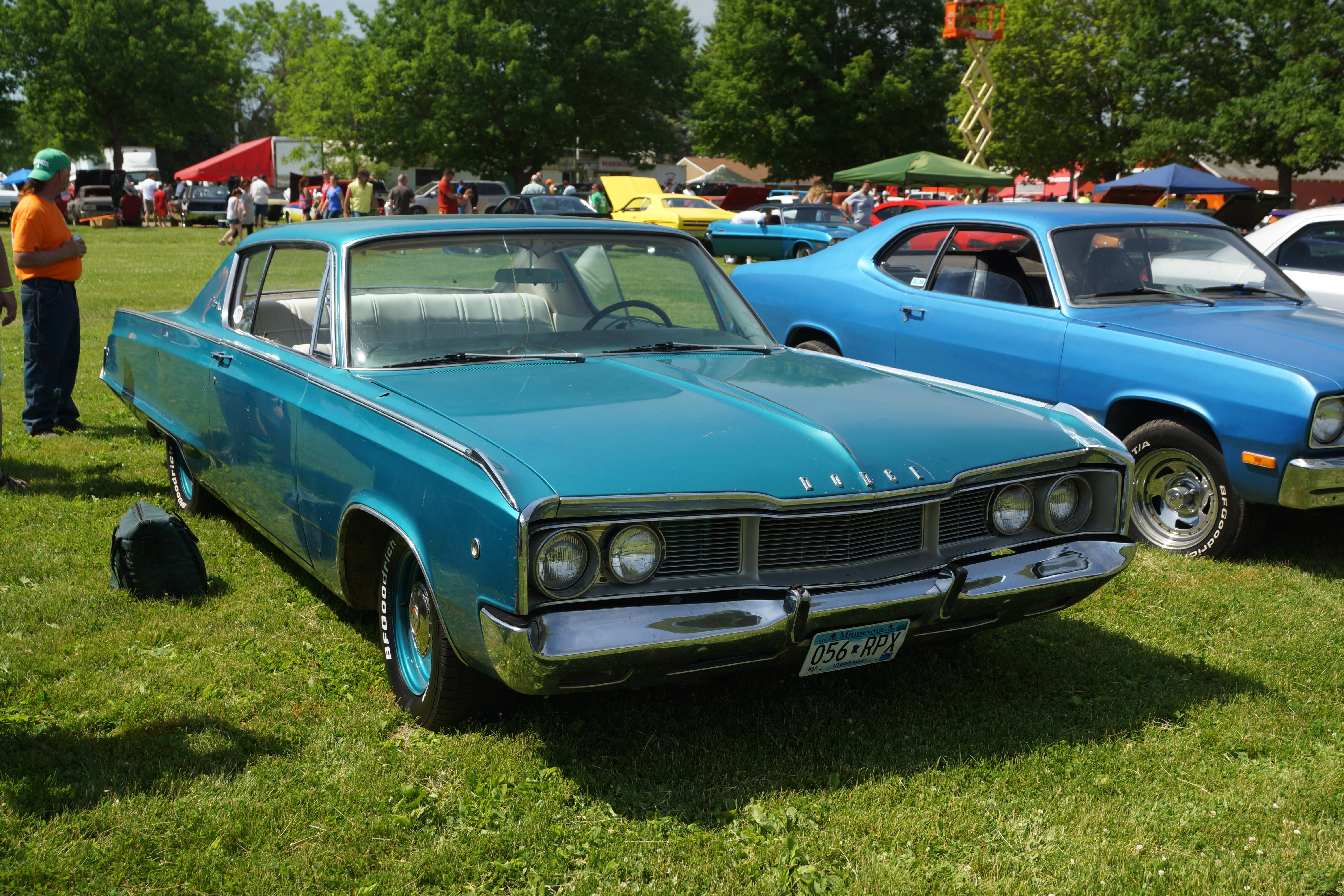
Модель 1968 року

В 1965 році Chrysler змістив Polara назад на платформу C великого розміру, яку ділили моделі Chrysler і Plymouth. В пропозиції з цілою гамою кузовів (седани, хардтопи, універсали і т. д.) були знову Polara, яка, в певній мірі, замінила модель 880 і стала на рівень нижче від Custom 880, і нова модель Monaco в кузові хардтоп купе, яка стала топ-моделлю Dodge. Попередні моделі Dodge середнього розміру, які продавались під назвами Polara 500, Polara, 440 і 330, продовжили випускати під назвою Dodge Coronet, зі зменшеною колісною базою до 117 дюймів (2,972 мм). Ці моделі Polara критикували за низьку економію пального, з окремими показниками в лише 12 миль на галоні пального (19 л/100 км) .
В 1966 модельному році Monaco змістив Custom 880 як модель середнього рівня, тоді як новий Monaco 500 змістив попереднього Monaco.
Моделі 1967 року отримали оновлення і хардтоп-купе мало дах у стилі фастбек і нахилені назад задні бокові скла. Моделі 1967 року також мали новий пакет безпеки (вимога Уряду США), який передбачав енерго-поглинальну безпечну колонку керма і безпечне кермо, притуплені регулятори панелі приладів, більше м’яких панелей в салоні і гальмівний циліндр подвійного кола.
Моделі 1968 року отримали передні плечові паски безпеки і бокові габаритні ліхтарі на додачу до пакету '67 року.
Єдиним спільним для моделей 1965–1968 рр. був видовжений стиль з кутастими краями, який щороку зазнавав оновлень. З 1965 по 1970 рр. Polara був єдиною великою моделлю Dodge, доступною в кузові кабріолет на ринку США.

## 1969–1973

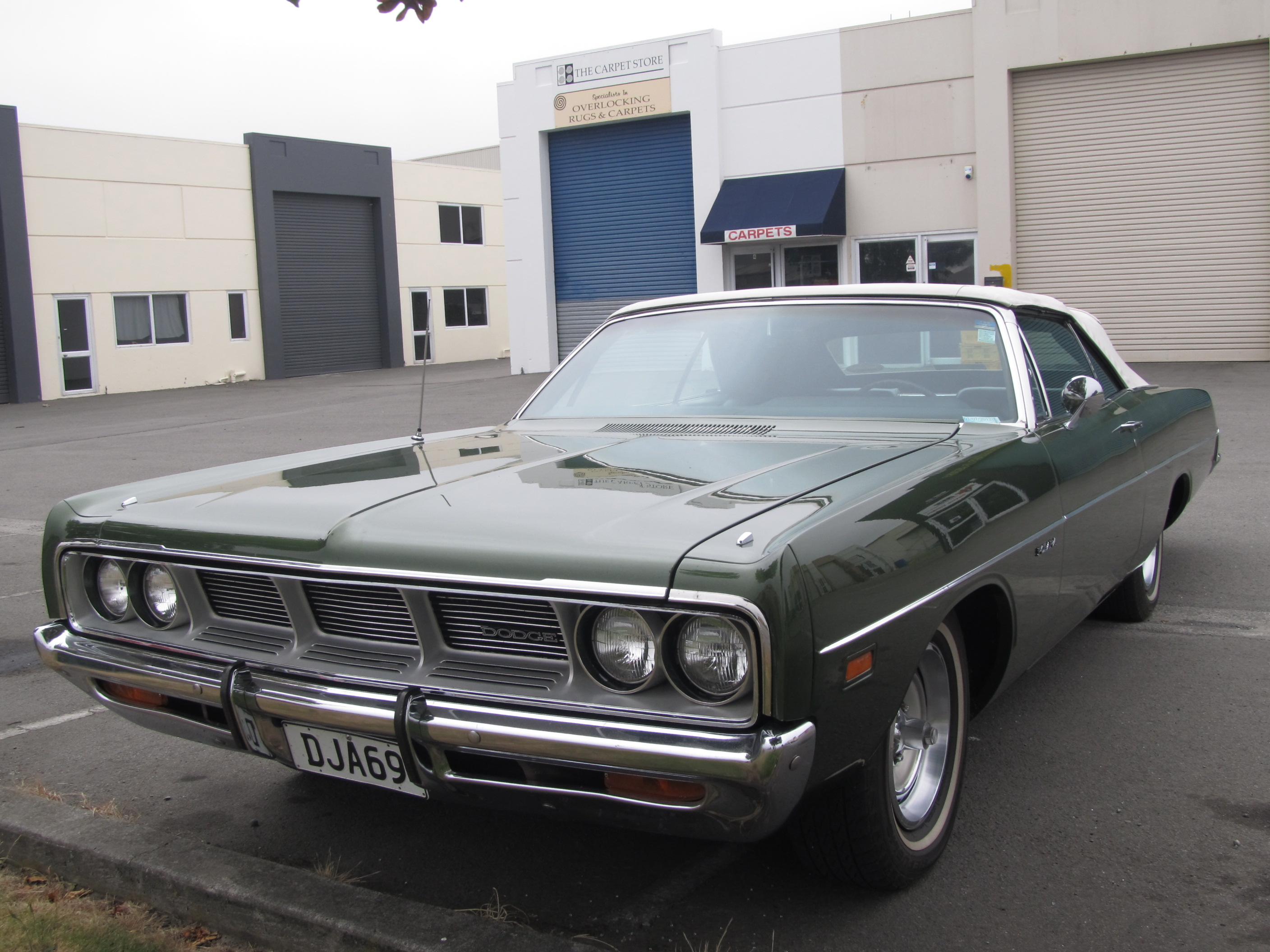
Модель 1969 року

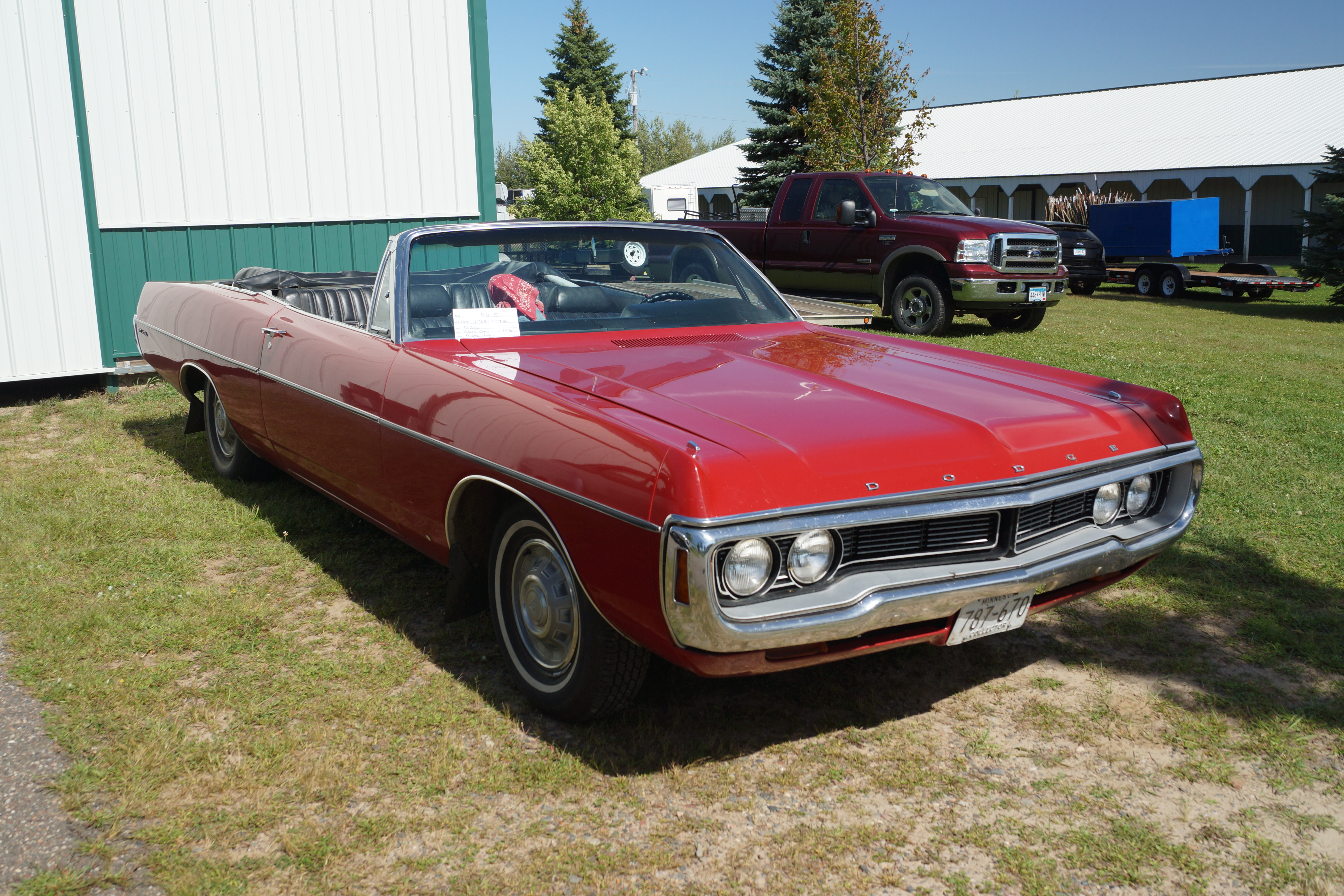
Модель 1970 року

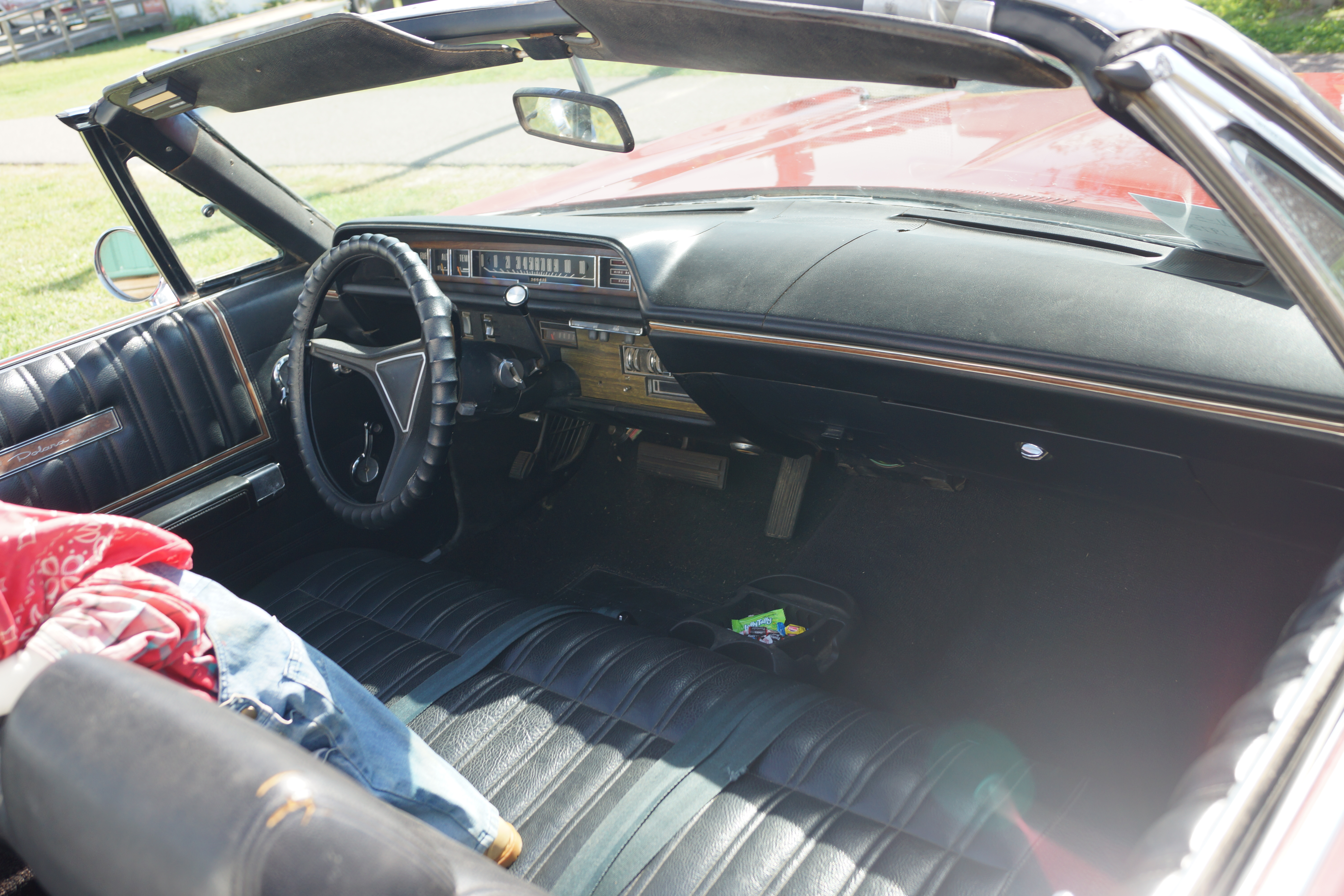
Інтер`єр моделі 1970 року

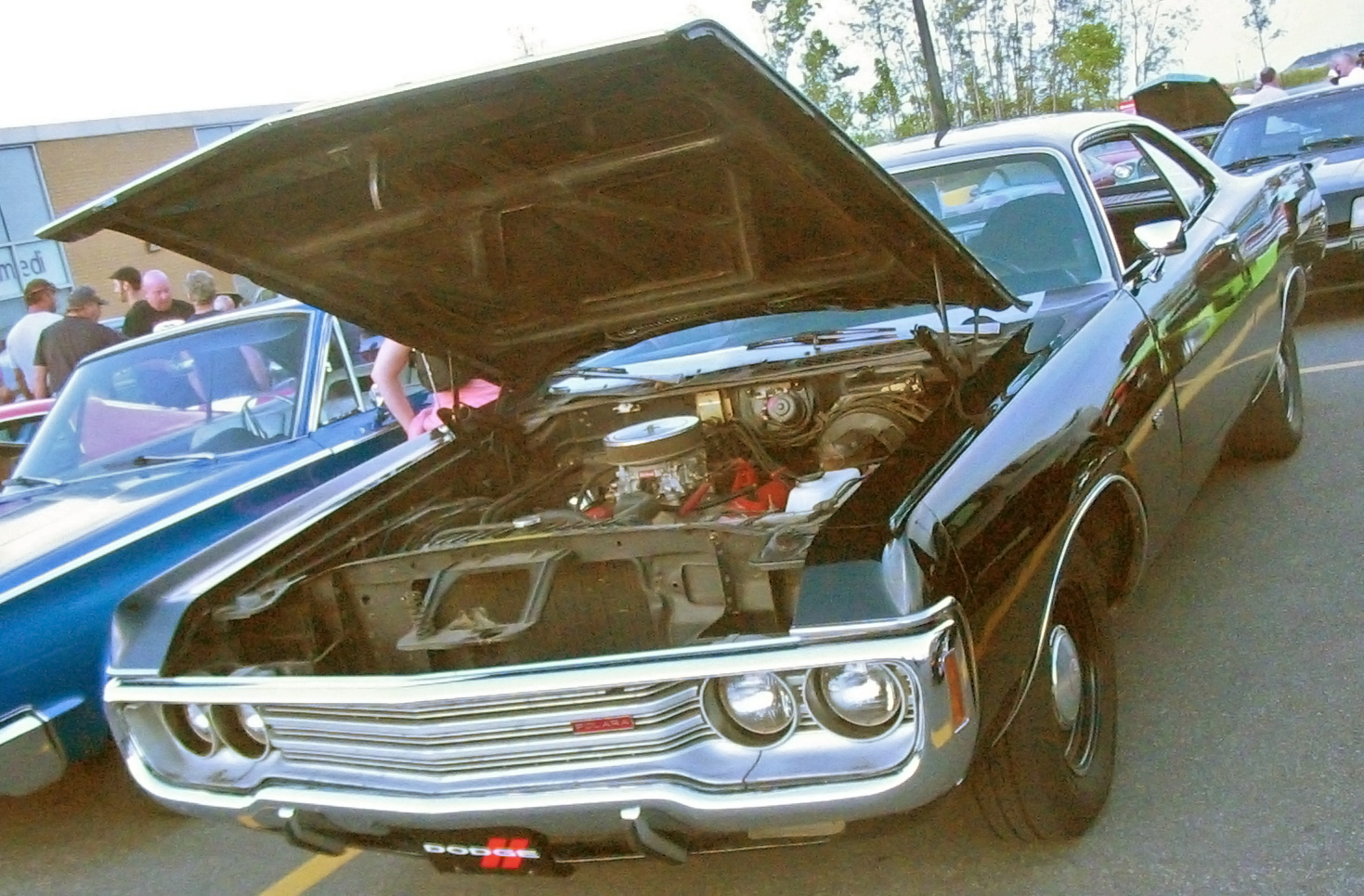
Модель 1971 року

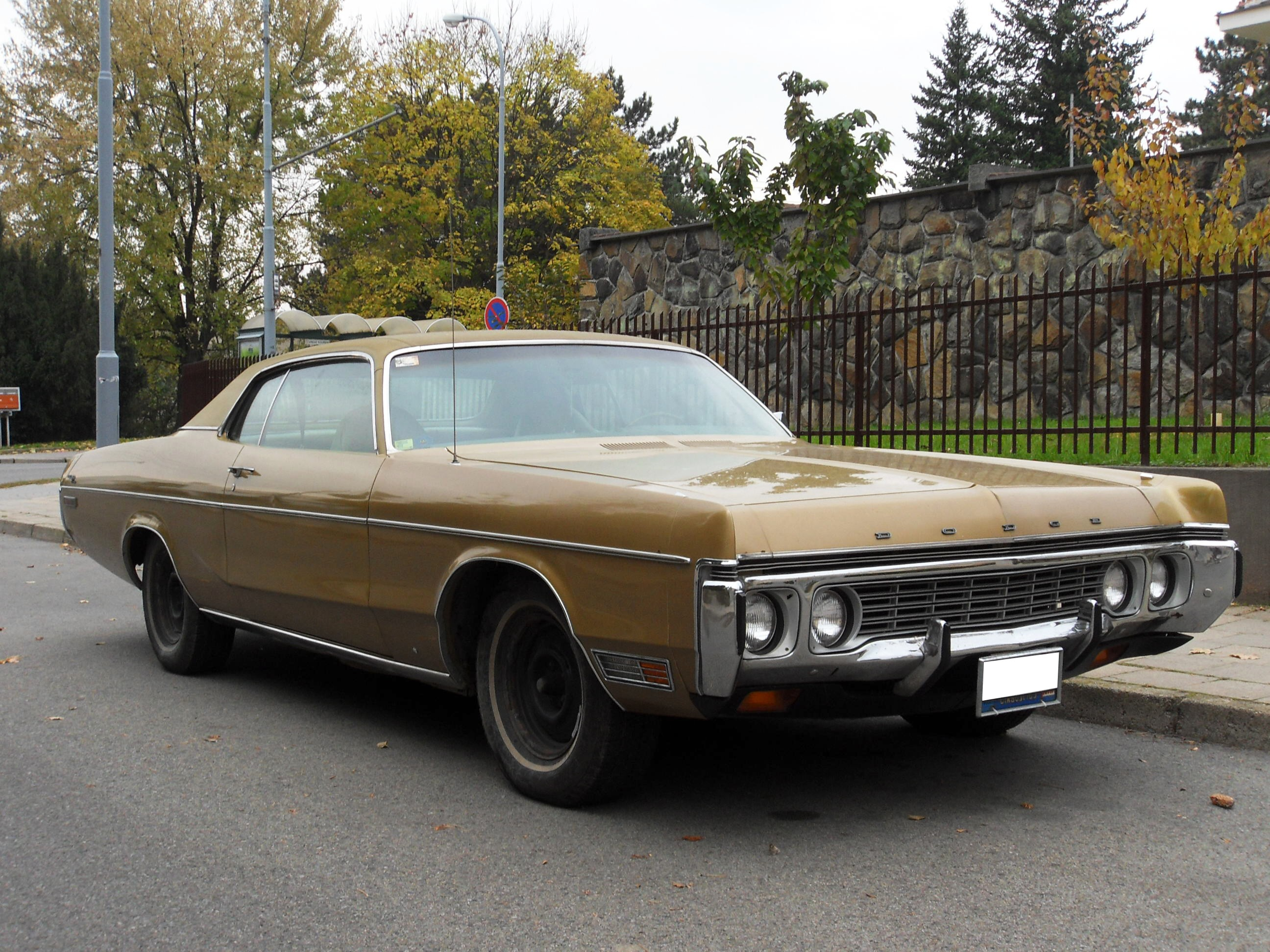
Модель 1972 року

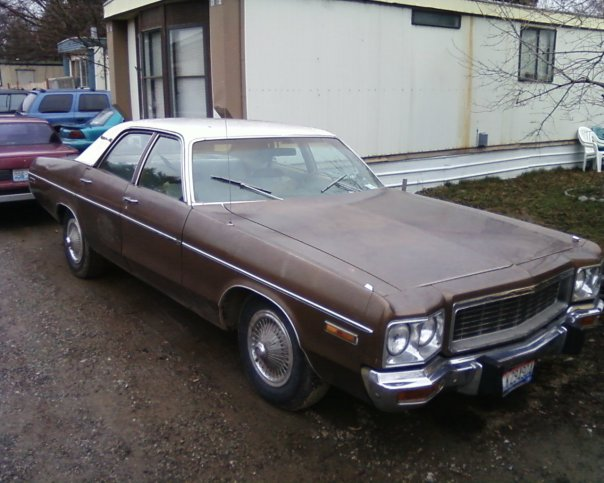
Модель 1973 року

Нова Polara 1969 року отримала широчезний стрімкий стиль, під назвою «фюзеляжний», який тримався протягом п’яти наступних модельних років. Нові вимоги з безпеки передбачали підголівники на спинках передніх сидінь.
В 1969 році була представлена Polara 500 як модель середнього рівня між стандартною Polara і топовою Monaco. Polara 500 була доступна в кузові або кабріолет, або хардтоп-купе. Доступні агрегати включали 318, 383 і 440-куб. дюймові двигуни V8, разом з 225-куб. дюймовим рядним 6-циліндровим двигуном. На моделі Dodge Polara 1969 року пропонувалась опція під назвою Super-Lite, яка містила кварцовий допоміжний ліхтарик в решітці радіатора зі сторони водія.
Polara 1969 року Каліфорнійської патрульної поліції тримала рекорд найвищої швидкості на гоночному треку Chrysler в Челсі, досягнутої 4-дверним седаном, виготовленим на заводі – 149.6 миль/год (241 км/год) по 1994 рік, коли рекорд побив Chevrolet Caprice 1994 року з двигуном LT1.
В 1970 році Polara отримала нові передню і задню панелі, які включали бампер, що обгортав решітку радіатора і фари. Модель Polara 500 була замінена на Polara Custom, з кузовами хардтоп-купе, 4-дверний хардтоп-седан і звичний 4-дверний седан. Також була повністю базова модель Polara Special, доступна лише в кузовах 4-дверний седан чи універсал. 1970 рік був останнім, в якому модель Polara мала кузов кабріолет (виготовили лише мізерні 842 екземпляри, зробивши її надзвичайно рідкісною сьогодні), і Dodge більше не пропонував кабріолет великого розміру. Також виключно рідкісним у 1970 році був «медальйонний» задній бампер. Цей згаданий у всій літературі з продаж бампер був знятий з виробництва в серпні-вересні 1969 року і замінений звичайним бампером без медальйона Fratzog по центру. Попри додатки, Dodge відкинув опцію "Super-Lite" наприкінці 1970 модельного року із-за браку уваги споживачів і всяких неузгоджень щодо легальності в певних штатах. Моделі 1970 року також отримали нову колонку керма із замком, який замикав кермо і важіль коробки передач на ній, коли ключа не було.
Модель Polara Special зникла в 1971 році, але новою підсерією була Polara Brougham, яка стояла вище від Polara Custom, але досі нижче від Monaco; Polara Brougham була доступна лише в кузовах хардтоп-купе чи 4-дверний хардтоп-седан.
В 1972 модельному році було чітко помітне значне оновлення з новим кузовом і зникненням моделі Polara Brougham. Моделі 1973 року отримали нові передні панелі (які нагадували великі Chevrolet 1970 року), в яких вони втратили попередній контурний бампер.
Однак, продажі моделі Polara падали до того часу. Будучи затьмареною моделлю Monaco, Dodge вирішив відкинути назву Polara після 1973 року. Паливна криза осені 1973 року, спричинена арабським/OPEC нафтовим ембарго, далася в серйозних падіннях продаж всіх великих легкових американських автомобілів, яких розглядали як паливо-споживчих монстрів. Polara розділила ту саму долю, що й інші великі авто з Детройта. Оновлений Monaco 1974 року протримався лише чотири модельні роки, будучи пізніше заміненим на неуспішний Dodge St. Regis.

## В Аргентині

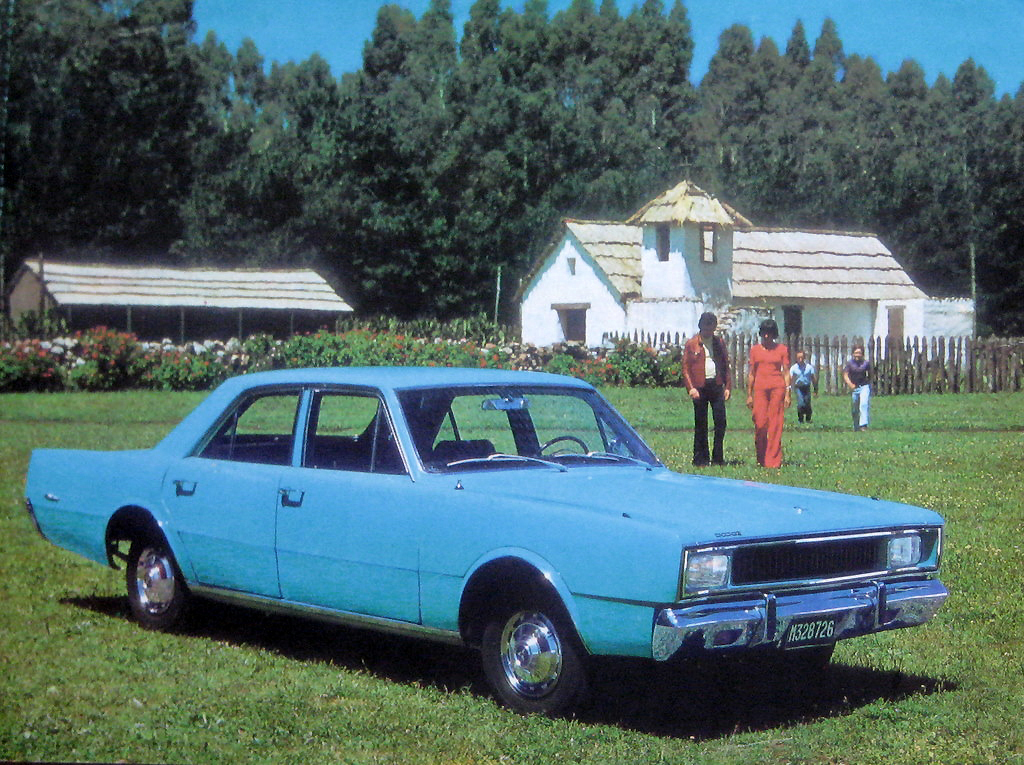
Аргентинський Dodge Polara

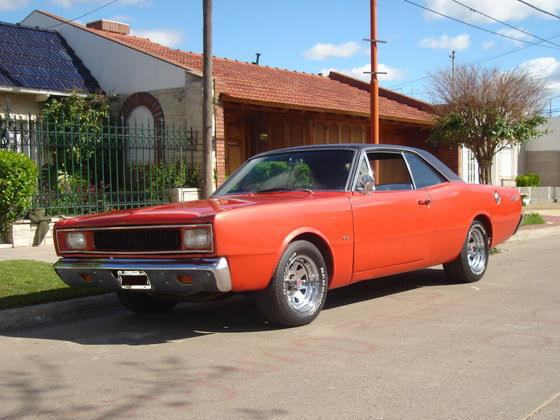
Dodge Polara GTX купе

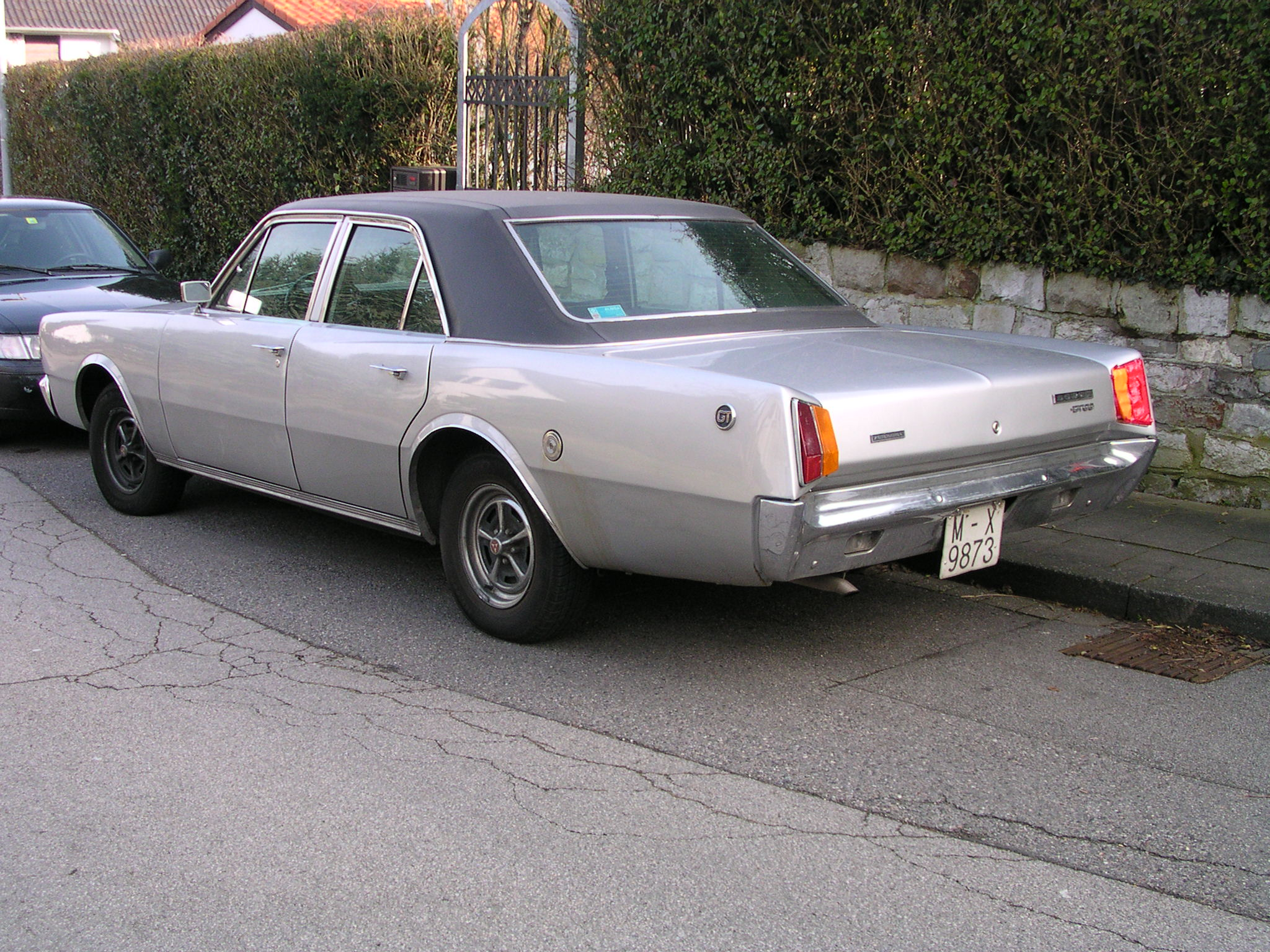
Версія 3700 GT на ринку Іспанії

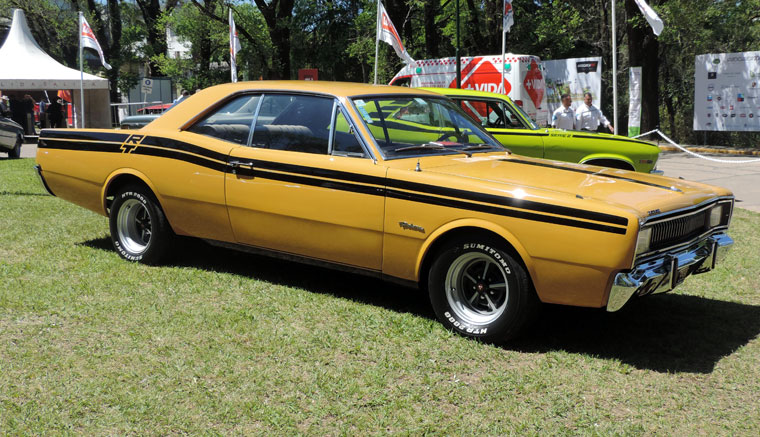
Dodge Polara R/T

На ринку Аргентини назву "Polara" використовували для позначення серії машин, розроблених на базі північноамериканського Dodge Dart четвертої генерації. Ці машини виготовлялись між 1968 і 1980 рр. філією Chrysler-Fevre Argentina S.A. і були представлені двома типами кузовів: седан і купе. Головною відмінністю цих машин була інша задня частина, розроблена спеціально в Аргентині, звідки їх потім везли в Іспанію фірмі Barreiros і продавали під назвою Dodge 3700.
Ці машини офіційно отримали в Аргентині назву "Dodge Line" (лінійка Dodge) і їхньою ціллю була заміна на ринку "Valiant Line", лінійки автомобілів, яка витікала з австралійського Chrysler Valiant (перша та друга генерація) і американського Dodge Dart (третя й четверта генерація). Версія седан з цього ряду складалась в основному з двох моделей на базі одного кузова, які називались "Polara" в базовій, і "Coronado" в люкс комплектаціях. Варіант купе також мав свої моделі на базі одного кузова (спортивне купе), чиї назви відрізнялись, в залежності від двигуна. Таким чином, базова версія називалась "Dodge Polara Coupe", спортивна версія – "Dodge Polara R/T" (обидві оснащались рядними 6-циліндровими двигунами) і найпотужніша – "Dodge GTX". Остання була оснащена 318-куб. дюймовим V8, який був визнаний найпотужнішим двигуном аргентинського виробництва. Інші моделі на базі Dodge нижчого рівня були Dodge Valiant, Polara GT і Polara Diesel, всі в кузові 4-дверний седан.
Автомобільний журнал Corsa тестував на дорозі купе Polara GTX з V8 потужністю 212 к. с. (158 кВт) при 4400 об./хв., 308 фунт·фут (418 Н·м) при 2600 об./хв., ступенем стиску 8.5:1 і розвивав 189 км/год. (117 миль/год.) максимальної швидкості і розгін 0–100 км/год (0–62 миль/год.) за 10.2 секунд.
Також існувала версія цієї моделі, Dodge 3700, яка виготовлялась протягом 1971–1978 рр. та імпортувалась з Аргентини в Іспанію фірмою CKD при співпраці з фірмою Barreiros. 3700 GT можна побачити в першому фільмі «Бетмен», режисерства Тіма Бартона.

## В Бразилії

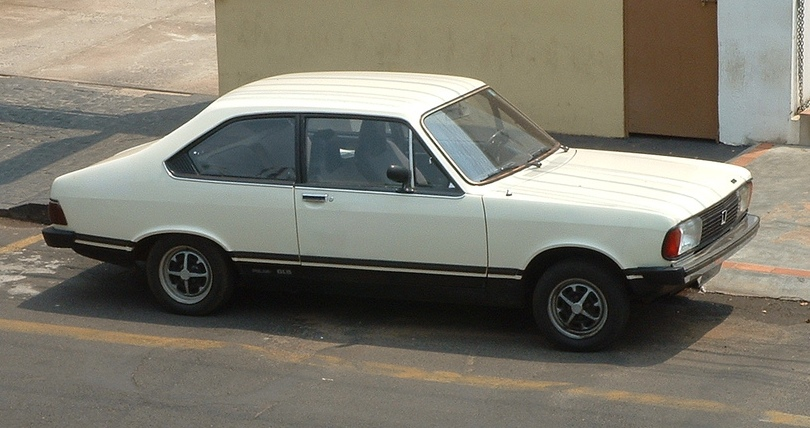
Бразильський Dodge Polara GLS

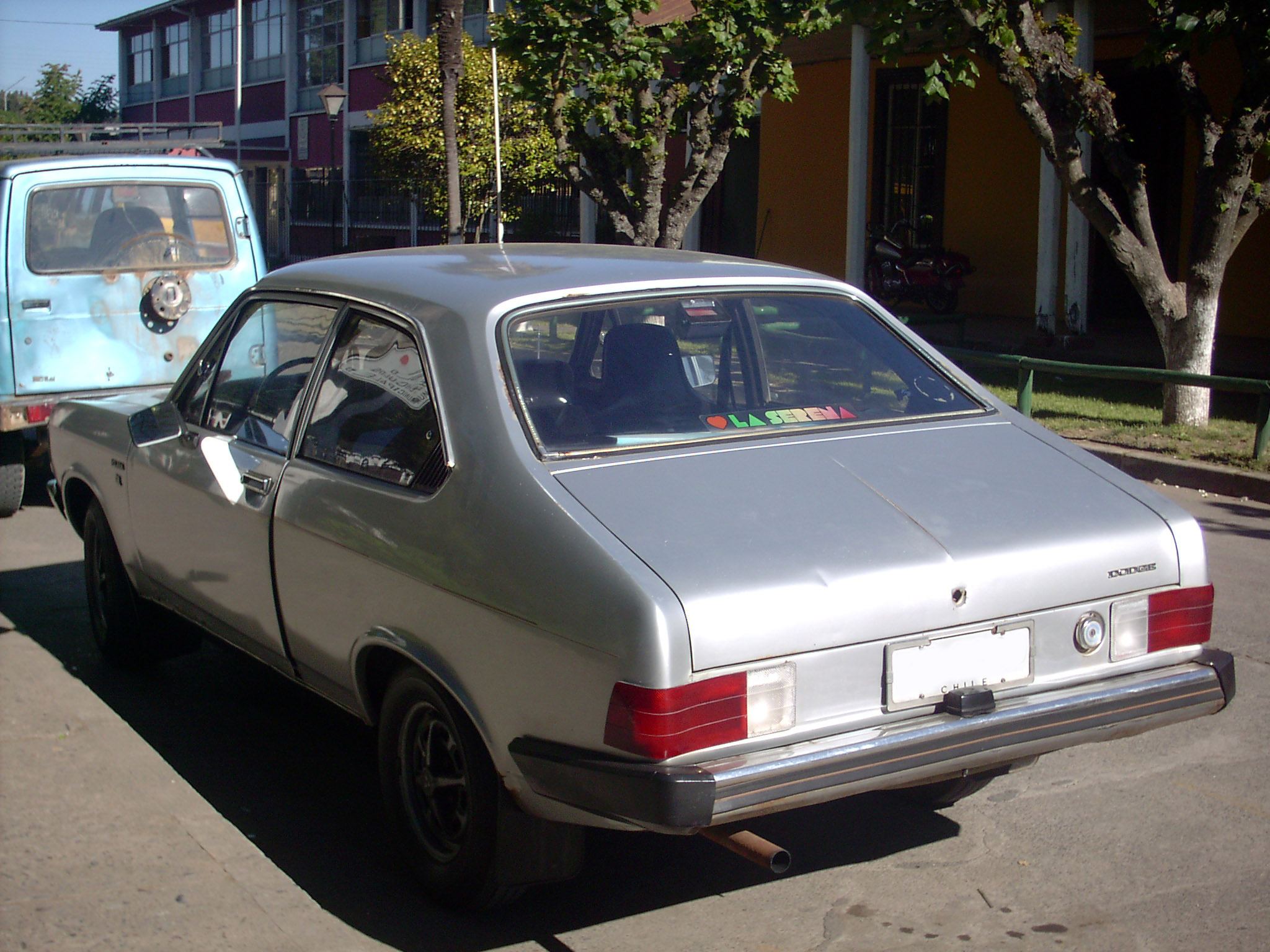

В Бразилії в 1977 році була відроджена суто назва Dodge Polara для версії британського Chrysler Avenger (який на початку 1970-х продавався в Північній Америці під назвою Plymouth Cricket). Модель продавалась до 1981 року.
Існувала також версія цієї моделі в кузовах седан і універсал того самого автомобіля, відома як Dodge 1500, яка випускалась в Аргентині протягом 1970-х рр., до того як Volkswagen взяв під контроль Chrysler Fevre Argentina SAIC, і оснастку для автомобіля в 1980 році. Відтоді по 1988 рік автомобіль продавався в Аргентині під назвою Volkswagen 1500 (не плутати з Volkswagen Type 3, який також продавався під назвою Volkswagen 1500 на більшості ринках, включно з Бразилією).

## В Канаді
Починаючи з 1964 року, Chrysler продавав модель Polara в Канаді як модель великого розміру, і всі канадські автомобілі Polara мали в основі великі легкові платформи Dodge США. В 1964 році Polara була великою топ-моделлю Dodge. 1965 і 1966 побачили Polara 880 і Polara 440 та нову базову серію з простою назвою, Polara, яку Dodge додав у 1966. З 1967 по 1969 рр., лінійка Polara включала люкс-версію Polara 500 і базову Polara. (Починаючи з 1965 р., Dodge в Канаді також пропонував топ-модель Monaco, ідентичну моделі Monaco ринку США). Починаючи з 1970 року, назви моделей стали ідентичними, як і їхні аналоги з США.